# 盧富萬亞馬
12°51′33″S 27°37′01″E / 12.85917°S 27.61694°E
盧富萬亞馬（英語：Lufwanyama），是贊比亞的城鎮，位於該國中部，由銅帶省負責管轄，是盧富萬亞馬縣的首府，處於基特韋西南面105公里，海拔高度1,224米，2010年人口3,240。